# La Llosa del Bisbe
|  | No s'ha de confondre amb altres municipis com la Llosa i la Llosa de Ranes. |

|  | Per a altres significats, vegeu «Llosa». |

La Llosa del Bisbe (en castellà i oficialment, Losa del Obispo, i en la parla xurra, La Losa) és un municipi del País Valencià de la comarca dels Serrans.

## Geografia
La vila està edificada al costat d'un barranc i els seus carrers són bastants planers. Els seus terrenys són generalment de naturalesa calcària del Cretaci i Juràssic. En la meitat nord-oest el relleu és muntanyenc, amb altures superiors a 600 m (turó de Talayuela, la Peña Roya i les llomes de la Creu i las Suertes). En l'altra meitat és menys accidentat i presenta la forma d'un glacis inclinat cap al sud-est, amb una altitud mitjana entre 400 i 350 m, sobre el qual s'estenen els terrenys de cultiu. De nord a sud corren els barrancs de Pilatos, Tarragón i la Cava, en l'origen del qual es troba la font de Santa María. Tots són de règim temporal i desemboquen en el riu Túria.

### Límits
El terme municipal de la Llosa del Bisbe limita amb els dels municipis de Xulilla, Domenyo i el Vilar (a la mateixa comarca),; i amb el de Loriguilla (a la del Camp de Túria).

### Accés
Es té accés, des de València, a través de la carretera CV-35.

## Història

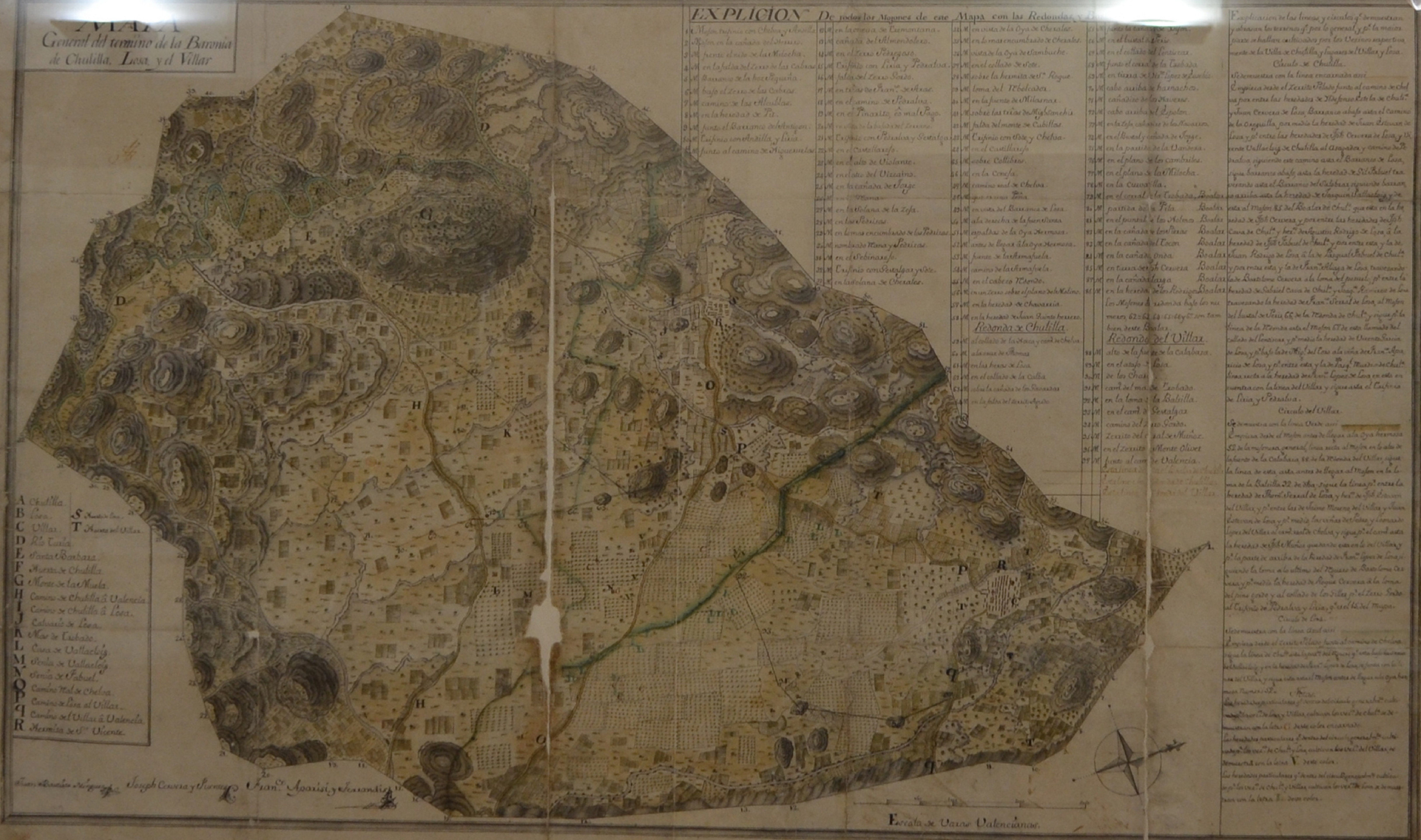
Mapa de 1770 de Xulilla, El Villar i La Llosa del Bisbe

En el seu terme municipal es troba un dels jaciments més importants del Bronze Valencià: la Atalayuela. Es tracta d'una muntanya al capdamunt de la qual es va excavar en 1946 un poblat, entre les restes del qual es va trobar una alabarda, un punyal, restes de diverses puntes de fletxa i altres materials, tots ells de coure, i fragments abundants de ceràmica llisa.
De data contemporània a la de la Atalayuela són les restes, principalment de ceràmica, trobades al Serral de la Horca. Dels començaments de la romanització són les ruïnes d'una vil·la rústica aparegudes en la partida de la Hoya de Gurrea, on també s'ha trobat ceràmiques, restes d'àmfora i maons.
La Llosa del Bisbe va nàixer en l'època de la Reconquesta. Les primeres notícies documentals que se'n tenen com a unitat municipal daten del rei Jaume I el Conqueridor, el qual va donar estes terres, juntament amb les del Vilar, a la dignitat arquebisbal de València, el 12 de març de 1271.
A l'origen, la Llosa va pertànyer, juntament amb el Vilar, a la Baronia de Xulilla. Però després de nombrosos conflictes i amb la mediació de l'Arquebisbe de València, Joan de Rocaberti, que va suplicar a la vila de Xulilla la independència del "Lloc" de Llosa, la segregació es va aconseguir amb caràcter definitiu el 7 de maig de 1795, per Resolució Real de Carles IV d'Espanya (el document de la qual està en poder de l'Ajuntament).

## Demografia
| 1990 | 1992 | 1994 | 1996 | 1998 | 2000 | 2002 | 2004 | 2006 | 2007 | 2019 |
| ---- | ---- | ---- | ---- | ---- | ---- | ---- | ---- | ---- | ---- | ---- |
| 495  | 490  | 503  | 469  | 462  | 450  | 431  | 478  | 514  | 523  | 507  |

## Economia
Basada tradicionalment en l'agricultura. En el secà els cultius dominants són el garrofer, olivera, ametller i vinya. En la zona de regadiu els fruiters, d'entre els quals destaca en els últims anys les noves plantacions de tarongers. També compta amb mines de caolí.

## Política i govern

### Composició de la Corporació Municipal
El Ple de l'Ajuntament està format per 7 regidors. En les eleccions municipals de 26 de maig de 2019 foren elegits 5 regidors de Juntos por Losa (JPL) i 2 del Partit Popular (PP).
| Eleccions municipals de 26 de maig de 2019 - la Llosa del Bisbe                                                  |                                     |                                     |                                     |      |          |          |
| Candidatura | Candidatura                         | Candidatura                         | Cap de llista                       | Vots | Vots     | Regidors |
| | Juntos por Losa                     |                                     | David Pérez Rodrigo                 | 229  | 70,25%   | 5 (+5)   |
| | Partit Popular                      |                                     | Rosa Isabel Aguilar Navarro         | 95   | 29,14%   | 2 (-2)   |
| | Altres candidatures                 |                                     |                                     |      |          | 0 ( -3)  |
| | Vots en blanc                       |                                     |                                     | 2    | 0,61%    |          |
| Total vots vàlids i regidors                                                                                     | Total vots vàlids i regidors        | Total vots vàlids i regidors        | Total vots vàlids i regidors        | 326  | 100 %    | 7        |
| | Vots nuls                           | Vots nuls                           | Vots nuls                           | 8    | 2,40%    |          |
| Participació (vots vàlids més nuls)                                                                              | Participació (vots vàlids més nuls) | Participació (vots vàlids més nuls) | Participació (vots vàlids més nuls) | 334  | 79,15%** |          |
| Abstenció | Abstenció                           | Abstenció                           | Abstenció                           | 88*  | 20,85%** |          |
| Total cens electoral                                                                                             | Total cens electoral                | Total cens electoral                | Total cens electoral                | 422* | 100 %**  |          |
| Alcalde: David Pérez Rodrigo (JPL) (15/06/2019)                                                                  |                                     |                                     |                                     |      |          |          |
| Fonts: JEC, JEZ Llíria, Periòdic Ara. (* No són vots sinó electors. ** Percentatge respecte del cens electoral.) |                                     |                                     |                                     |      |          |          |

### Alcaldia

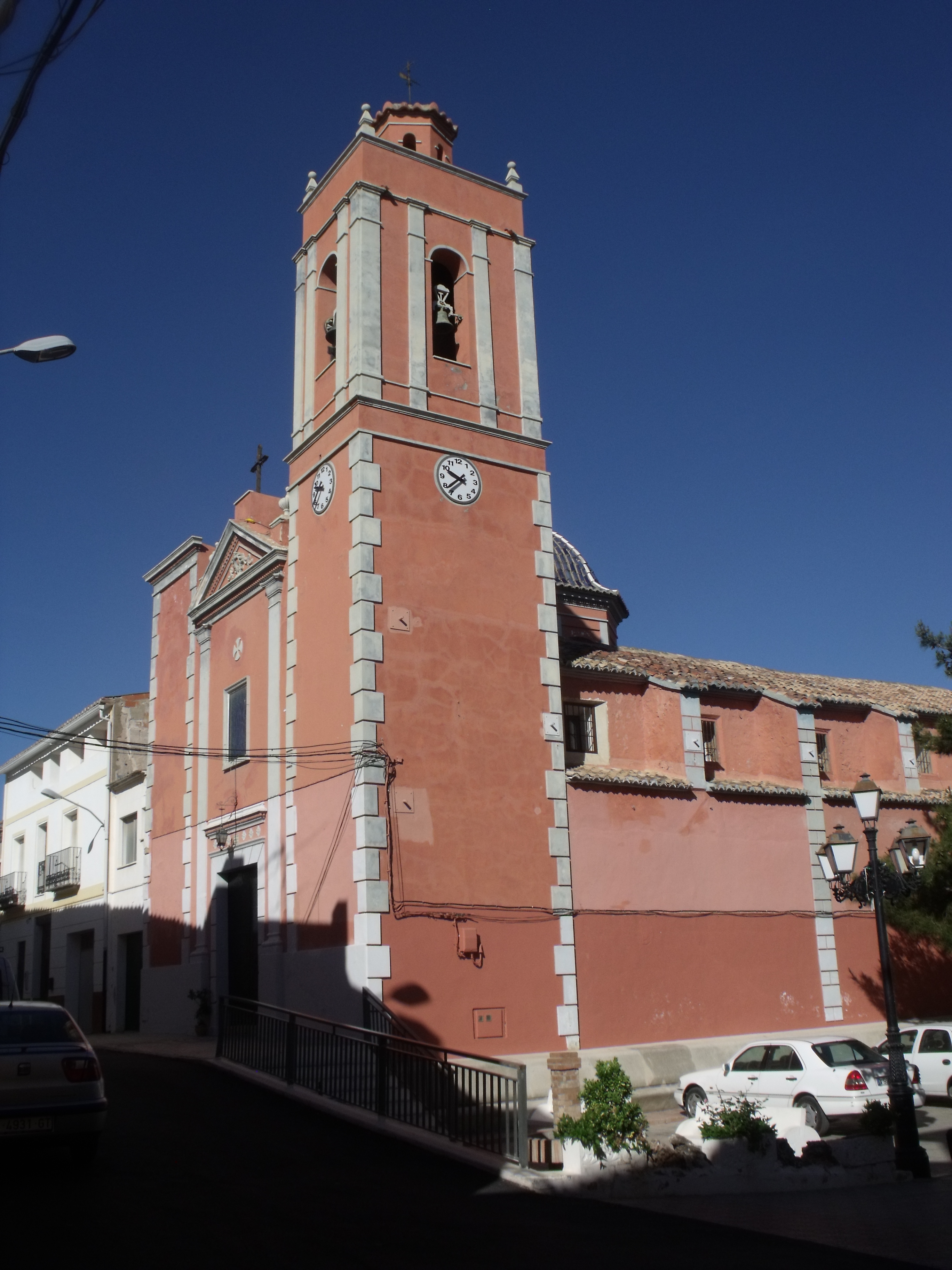
Façana principal de l'Església de Sant Sebastià

Des de 2019 l'alcalde de la Llosa del Bisbe és David Pérez Rodrigo, de Juntos por Losa (JPL).
| Període                       | Alcalde o alcaldessa         | Partit polític | Data de possessió | Observacions |
| ----------------------------- | ---------------------------- | -------------- | ----------------- | ------------ |
| 1979–1983                     | Rafael Serral Francés        | UCD            | 19/04/1979        | --           |
| 1983–1987                     | Rafael Serral Francés        | OIV            | 28/05/1983        | --           |
| 1987–1991                     | Rafael Serral Francés        | PSPV-PSOE      | 30/06/1987        | --           |
| 1991–1995                     | Benjamín M. Aparicio Cervera | PP             | 15/06/1991        | --           |
| 1995–1999                     | Benjamín M. Aparicio Cervera | PP             | 17/06/1995        | --           |
| 1999–2003                     | Benjamín M. Aparicio Cervera | PP             | 03/07/1999        | --           |
| 2003–2007                     | Benjamín M. Aparicio Cervera | PP             | 14/06/2003        | --           |
| 2007–2011                     | Benjamín M. Aparicio Cervera | PP             | 16/06/2007        | --           |
| 2011–2015                     | Benjamín M. Aparicio Cervera | PP             | 11/06/2011        | --           |
| 2015–2019                     | Benjamín M. Aparicio Cervera | PP             | 13/06/2015        | --           |
| 2019-2023                     | David Pérez Rodrigo          | JPL            | 15/06/2019        | --           |
| Des de 2023                   | n/d                          | n/d            | 17/06/2023        | --           |
| Fonts: Generalitat Valenciana |                              |                |                   |              |

## Monuments

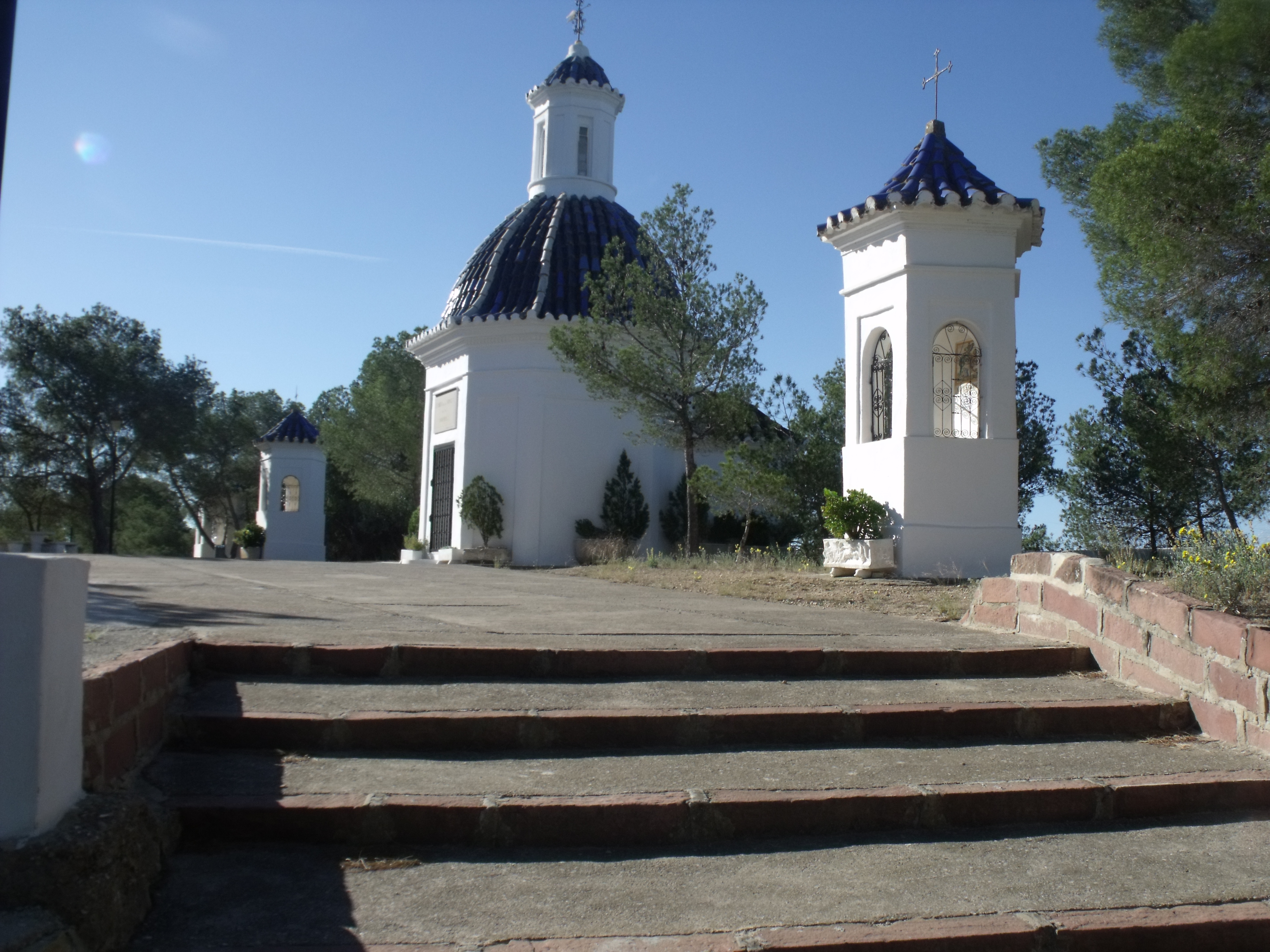
Vista de l'Ermita dels Dolors de La Llosa del Bisbe

- Església de Sant Sebastià.
- Ermita dels Dolors.

## Festes locals
- Festes de Sant Sebastià. Se celebren el 20 i 21 de gener amb actes religiosos i populars.
- Festes de Sant Pere Màrtir de Verona . La primera setmana d'agost actes religiosos (destaca la romeria al Calvari i ermita de la verge dels Dolors) i actes populars.
- La Immaculada Concepció. El 8 de desembre.
- Setmana Santa. Organitzada per la Confraria dels Dolors.